# Jakub Fryderyk Hoffman
Jakub Fryderyk Hoffmann herbu Rożan (ur. 16 września 1758 w Ostródzie, zm. 17 października 1830 w Warszawie), lekarz, przyrodnik, profesor szkoły lekarskiej Królewskiego Uniwersytetu Warszawskiego i założyciel Ogrodu Botanicznego w Warszawie, mason.
Jakub Fryderyk Hoffmann był synem aptekarza. Pochodził z rodziny niemieckiej, częściowo spolonizowanej, czuł się Polakiem. Pisał i nauczał po polsku, brał udział w powstaniu Kościuszki, służył w Legionach Dąbrowskiego. Odrzucił tytuł radcy przyznany mu przez rząd pruski, a przyjął szlachectwo polskie. O Polsce pisał „nasz kraj”, a o języku polskim „nasz język”. Po ukończeniu szkoły w Ostródzie i odbyciu praktyk w aptekach kontynuował studia lekarskie w Petersburgu, Królewcu, Wiedniu i Frankfurcie nad Odrą, gdzie uzyskał tytuł doktora z zakresu medycyny. Praktykę lekarską rozpoczął w Warszawie jako lekarz biskupa Jana Stefana Giedroycia. Kiedy w 1794 wybuchło powstanie, Hoffmann był lekarzem 16 pułku piechoty polskiej oraz lekarzem dywizyjnym. Za swoją postawę uzyskał pochwałę od samego naczelnika Tadeusza Kościuszki. W latach 1797–1798 był lekarzem Legionów Polskich we Włoszech. Potem osiadł w Rybienku koło Wyszkowa. Popularność wśród miejscowych mieszkańców przyniosło mu szczepienie dzieci przeciwko ospie. W czasie kampanii napoleońskiej był lekarzem w Tokarach koło Płocka. Popularność i zdolności Hoffmanna doceniły ówczesne władze powierzając mu w 1809 katedrę historii naturalnej (zoologia, botanika, mineralogia) w Szkole Lekarskiej w Warszawie. Przekazując tej placówce swoje zbiory, zorganizował pracownię przyrodniczą, a w 1818 założył Ogród Botaniczny w Warszawie. Od 1818 aż do śmierci w 1830 był profesorem Wydziału Lekarskiego Uniwersytetu Warszawskiego. Był lubianym i cenionym wykładowcą i autorem kilku prac naukowych z zakresu botaniki i medycyny. Był także członkiem Towarzystwa Przyjaciół Nauk w Warszawie oraz Wileńskiego Towarzystwa Lekarskiego. Opracował projekt okrętu podwodnego, na którym według Hoffmanna wzorował się Robert Fulton budując swoją łódź podwodną (w rzeczywistości prawdopodobnie Fulton wykonał swoją łódź nie inspirując się pomysłem Hoffmanna), pasa ratunkowego oraz narzędzia do usuwania kul z ran. Pochowany na cmentarzu ewangelicko-augsburskim przy ulicy Młynarskiej (aleja E, grób 7).